# Боббі Вінтон
Бо́ббі Ві́нтон (англ. Bobby Vinton), справжнє ім'я Стенлі Роберт Вінтон (Stanley Robert Vinton; *16 квітня 1935, Кенонсбург, Пенсільванія, США) — американський поп-співак польського походження.

## Біографія та кар'єра
Народився у Пенсільванії, у місті Кенонсбург, звідки родом кумир Вінтона, телезірка та співак Перрі Комо.
Музичну кар'єру Вінтон почав як саксофоніст, а пізніше став вокалістом на чолі гурту. Плівка з записами одного з його виступів потрапила до фірми «Epic Records», яка 1960 року уклала з ним угоду. Пісня «Roses Are Red» авторства Ела Байрона та Пола Еванса стала першим великим хітом Вінтона у США, однак у Британії ця композиція здобула значно більший успіх, потрапивши до Тор 10 у виконанні Ронні Керролла. Попри широко розрекламований у пресі приїзд Боббі до Лондона, де він мав знятись в епізодичній ролі у фільмі «Just For Fun», другий американський хіт номер один Вінтона «Blue Velvet» знову був проігнорований на Британських Островах. Однак його черговий американський хіт, власна версія пісні Воена Монро «There I've Said It Again», 1963 року все ж потрапив на тридцять четверте місце британського чарту.
Вінтон виступав у клубах до 1968 року, а тим часом його версії пісень з репертуару старих суперників — «І Love How You Love Me» Джиммі Кроуфорда, «Take Good Care Of My Baby» Боббі Ві та «То Know Her Is To Love Her» Тедді Бірса — легко піднімали Боббі до «гарячої шістки». Подібну формулу використовував Вінтон і у випадку записаного 1972 року твору «Sealed With A Kiss» з репертуару Браяна Хайленда.
Після невеликої перерви Боббі повернувся у топ з міжнародним хітом «My Melody Of Love», співавтором якого він був. На звуковій доріжці до фільму «An American Werewolf In London» (1981) з'явилась його версія пісні «Blue Moon», однак лише його старий хіт «Blue Velvet», який став заголовною піснею однойменного фільму 1989 року режисера Девіда Лінча, та телевізійна реклама крему «Nivea» нарешті забезпечили йому у 1991 році справжній успіх у Великій Британії. Прагматичний Вінтон з'являвся майже всюди, поки пісня «Blue Velvet» не вийшла з чарту.
1992 року Вінтон заспівав разом з 96-річним комедійним актором Джорджем Бернсом на його платівці «As Time Goes By», а через рік відкрив у місті Бренсон, штат Міссурі, власний театр під назвою «The Bobby Vinton Blue Velvet Theater».
У фільмі Мартіна Скорсезе «Славні хлопці» роль Боббі Вінтона виконав його син Роббі.

## Дискографія
- 1962 — Roses Are Red
- 1962: Bobby Vinton Sings The Bis Ones
- 1963: Blue Velvet
- 1964: There! I've Said It Again
- 1964: Bobby Vinton's Greatest Hits
- 1964: My Heart Belongs To Only You
- 1964: Tell Me Why
- 1964: Mr. Lonely
- 1965: Bobby Vinton Sings For Lonely Nights
- 1965: Laughing On The Outside (Crying On The Inside)
- 1966: Great Motion Picture Themes
- 1966: Satin Pillows & Careless
- 1967: Please Love Me Forever
- 1968: Take Good Care Of My Baby
- 1968: I Love How You Love Me
- 1969: Vinton
- 1969: Bobby Vinton's Greatest Hits Of Love
- 1970: My Elusive Dreams
- 1972: Ev're Day Of My Life
- 1972: Bobby Vinton's All Time Greatest Hits
- 1972: Sealed With A Kiss
- 1974: Melodies Of Love
- 1974: With Love
- 1975: Heart Of Heart
- 1975: The Bobby Vinton Show
- 1975: Bobby Vinton Sings The Golden Decade Of Love-Songs Of The 50's
- 1977: The Name Is Love
- 1990: Timeless
- 1990: Blue Velvet
- 1992: 16 Most Requested Songs